# Lingua quechan
La lingua quechan (dall'endonimo kwtsan) o Yuma è una lingua appartenente alla famiglia linguistica delle lingue yumane, gruppo  delle lingue Yumane-River, parlata negli USA, in California, lungo il corso del Colorado e nei pressi della città di Yuma (Arizona), dal popolo Quechan (anche chiamato Yuma o Yuman) .

## Una lingua minacciata
La lingua è parlata ormai solo da circa 300 persone (su una popolazione etnica di 3000, dati del 2007) che vivono nella riserva di Fort Yuma, è seriamente minacciata di scomparire.